# Andrij Demczenko
Andrij Anatolijowycz Demczenko, ukr. Андрій Анатолійович Демченко, ros. Андрей Анатольевич Демченко, Andrij Anatoljewicz Diemczienko (ur. 20 sierpnia 1976 w Zaporożu, ZSRR) – ukraiński piłkarz, grający na pozycji pomocnika, a wcześniej napastnika, olimpijski reprezentant Rosji.

## Kariera piłkarska

### Kariera klubowa
Wychowanek szkółki piłkarskiej w Zaporożu. Po rozpadzie ZSRR w 1992–1994 występował w juniorskiej drużynie CSKA Moskwa. Jego grę zauważyli selekcjonerzy klubu Ajax Amsterdam i latem 1995 podpisał 3,5-letni kontrakt. Jednak przez wysoką konkurencję nieczęsto wychodził na boisko i w kwietniu 1997 został wypożyczony z powrotem do CSKA. Po wygaśnięciu kontraktu z Ajaksem latem 1998 przyszedł do Metałurha Zaporoże, ale jeszcze do lata 2000 należał do Ajaksu. W Metałurhu piłkarz występował przez 8 lat, pełniąc funkcję kapitana drużyny. Latem 2007 przeszedł do Illicziwca Mariupol, a na początku 2008 do Obołoni Kijów. Od maja 2009 występował w amatorskim zespole Komunist Zaporoże. W lipcu 2009 podpisał kontrakt z mołdawskim klubem Dacia Kiszyniów, w którym występował do końca roku, a na początku 2010 ponownie trenował się z Metałurhiem. Latem 2010 przeszedł do Heliosu Charków, ale już w październiku klub zrezygnował z usług piłkarza.

### Kariera reprezentacyjna
Występował w reprezentacji Rosji w turnieju finałowych juniorskich Mistrzostw Europy U-18 rozgrywanych w 1994 w Hiszpanii. Następnie występował w olimpijskiej reprezentacji Rosji, przy czym nie mając rosyjskiego obywatelstwa.

## Kariera trenerska
Po zakończeniu kariery piłkarza rozpoczął pracę szkoleniowca. Najpierw w 2011 trenował amatorski zespół Imeks Zaporoże. W 2012 został zaproszony do sztabu szkoleniowego Metałurha Zaporoże, gdzie najpierw pomagał trenować a od 2013 prowadził młodzieżową drużynę U-21. W 2015 opuścił zaporoski klub. W 2017 objął prowadzenie uzbeckim Obod Taszkent, ale po zakończeniu sezonu klub został rozwiązany. 26 kwietnia 2018 został mianowany na pełniącego obowiązki głównego trenera Weresu Równe. 21 maja 2018 roku po zamianie rówieńskiego klubu z FK Lwów stał na czele zespołu ze Lwowa. W kwietniu 2019 został zaproszony do sztabu szkoleniowego Metalist 1925 Charków, a 19 czerwca 2019 został mianowany na stanowisko głównego trenera klubu.

## Sukcesy i odznaczenia

### Sukcesy klubowe
- zdobywca Superpucharu UEFA: 1995
- finalista Pucharu Ukrainy: 2006

### Sukcesy reprezentacyjne
- uczestnik Mistrzostw Europy U-18: 1994